# 1628 na literatura

## Nascimentos
| Data           | Nome                     | Profissão                      | Nacionalidade | Observações | Ref |
| -------------- | ------------------------ | ------------------------------ | ------------- | ----------- | --- |
| 12 de Janeiro  | Charles Perrault         | escritor                       | França        | m. 1703     |     |
| 28 de Novembro | John Bunyan              | escritor cristão e pregador    | Inglaterra    | m. 1688     |     |
|                | João Ferreira de Almeida | pastor, missionário e tradutor | Portugal      | m. 1691     |     |

## Mortes
| Data | Nome                 | Profissão | Nacionalidade | Observações | Ref |
| ---- | -------------------- | --------- | ------------- | ----------- | --- |
|      | François de Malherbe | poeta     | França        | n. 1555     |     |